# レーオポルツヘーエ
レーオポルツヘーエまたはレオポルツヘーエ（ドイツ語: Leopoldshöhe,  [leːopɔlt͜s'høːə]）は、ドイツ連邦共和国ノルトライン＝ヴェストファーレン州デトモルト行政管区リッペ郡に属す町村（以下、本項では便宜上「町」と記述する）である。この町はビーレフェルトと境を接している。レーオポルツヘーエとビーレフェルトは、オストヴェストファーレン＝リッペ地方の中央に位置している。

## 地理

### 位置
レーオポルツヘーエの中心街は、ビーレフェルト、バート・ザルツウフレン、ラーゲ、エルリングハウゼンの真ん中に位置している。町内の最高地点は、町域の最も南西部に位置するメルクスローベルクである。オスニング（トイトブルクの森の一部）に属すこの山は、海抜 246.4 m である。最低地点は、最も北東部、クレントルプ地区のジークバッハ川河口付近の海抜 81.3 m の地点である。町名の由来となったレーオポルツヘーエ地区は町のほぼ中央に位置するが、面積 1.8 km2 で、この町の8つの地区の中で最も小さい。
町域をヴィントヴェーエ、ハイプカー・バッハ、ベントグラーベン（一部はエーゼルスバッハとも呼ばれる）、ジークバッハ川が流れ、ヴェレ川を経由してヴェーザー川に合流する。

### 地質学

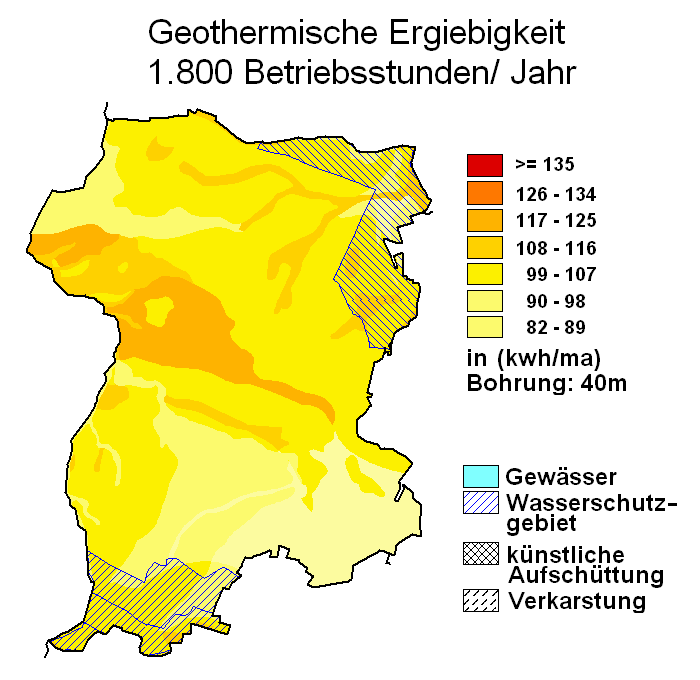
レーオポルツヘーエの地熱分布

町域は、南のビーレフェルダー・オスニング＝フォアラント（オスニング前山地方）から北のラーフェンスベルガー丘陵地への移行部分にあたる。
地盤の下層には中生代の岩盤と古いコイパー統の被膜が見られる。トイトブルクの森の方面にはムシェルカルク統の石灰岩がある。氷期のティル（氷河堆積物）や黄土がライアス統の粘土岩の少なくとも一部を覆っている。この粘土岩の層は約 100 m の厚さがある。その下層には地下水があり、塩分、特に硫酸塩を多く含んでいる。石灰岩は工業材料として切り出され、粘土岩はレンガの原料に用いられた。
地熱ゾンデによる地熱源や熱ポンプによる地熱採取についてレーオポルツヘーエは「中等度」から「良好」で、一部に「大変に良好」な箇所がある。（右図参照）

### 市域の広がりと土地利用
町域は約 36.94 km2 で、東西約 5.5 km、南北約 8 km である。メルクスローベルクは海抜 254.5 m の町内最高地点である。最低地点はクレントルプ地区北部のヴェレ川沿いの海抜 81.3 m の地点である。
レーオポルツヘーエの町域は、一面では大都市ビーレフェルトに近いことから住宅地や交通用地がひしめいており、他方では伝統に基づき農業に利用されている土地も多い。森林は比較的少ない。
1996年以降、町議会はレーオポルツヘーエの不動産・土地管理局 (LIL) を利用して住宅建設をコントロールしている。その狙いは、若い家族に価値の高い住宅地を手に入れられるようにすることであった。新しい住宅地は専ら LIL の所有地に設けられている。
土地利用の詳細を以下の表に示す。
| 利用目的       | 面積 (ha) | 占有率 |
| -------------- | --------- | ------ |
| 農業用地       | 2,463     | 66.7 % |
| 森林用地       | 331       | 9.0 %  |
| 宅地・交通用地 | 865       | 23.4 % |
| 水域           | 28        | 0.8 %  |
| その他の用途   | 7         | 0.2 %  |

2012年12月31日現在

### 隣接する市町村
この町は、北から時計回りに以下の市と境を接している: バート・ザルツウフレン（ロックハウゼン、ヴュルファー＝ベクステン、ホルツハウゼンの各地区）、ラーゲ、エルリングハウゼン（以上いずれもリッペ郡）およびビーレフェルト。ビーレフェルト市のヘーペン管区ブレンニングハウゼン市区、シュティークホルスト管区のウッベディッセン市区およびレーマースハーゲン＝グレーフィングハーゲン市区がレーオポルツヘーエと境を接している。

### 自治体の構成
町域は「オルツタイル」と呼ばれる 8つの地区で構成されている。これらは、1969年に合併するまでは独立した町村であった。
| アーゼミッセン     | Asemissen     | 3,683 |
| ベヒターディッセン | Bechterdissen | 2,179 |
| ベクスターハーゲン | Bexterhagen   | 683   |
| グレステ           | Greste        | 3,217 |
| クレントルプ       | Krentrup      | 805   |
| レーオポルツヘーエ | Leopoldshöhe  | 4,162 |
| ニーンハーゲン     | Nienhagen     | 723   |
| シュッケンバウム   | Schuckenbaum  | 1,910 |

## 歴史
レーオポルツヘーエの町域には、おそらく約 2,000年前からすでに人が住んでいた。ケルスカー族時代に由来する入植地跡がベヒターディッセンにある。紀元後 500年頃に成立していたのは、グレステ地区の入植地とベヒターディッセン地区のグート・ミルゼ（ミルゼ農場）である。特徴的な語尾の「-trup」によって、クレントルプは 800年以前の中世初期の名称であると解釈されている。有力な説に基づけば、この語尾は「-hausen」の古い形で、「-hausen」から「-issen」になったと解釈される
この地域に関する最初の文献記録は、1036年5月25日になされている。ブスドルフ文書にはパーダーボルン大司教区マインヴェルクは、現在のレーオポルツヘーエのアーゼミッセン地区の主要農場ニーダーバルクハウゼンとこれに付随するエッケンドルフ分農場（現在のシュッケンバウム地区）、エルリングハウゼン農場、メンクハウゼン農場（現在のエルリングハウゼン）、後のヘーペン荘園およびブラックヴェーデのボルグゼン荘園をブスドルフの参事会にレーエンとして委託した。
入植地は、初めは大規模な単独農場や二重農場およびやや大規模な農業小集落で構成されている。中世後期には、これらの農場の間の土地が開発され、その後小規模な小作農地が形成されていった。
現在のレーオポルツヘーエの各地区に関する最初の文献記録は以下の通りである。
- 1289年　クレントルプ[10]
- 1338年　アーゼミッセン[11]
- 1488年　グレステ（エルムガッセン荘園は1395年に記録されている[12]）
- 1500年頃　ベヒターディッセン[13]
- 1500年頃　シュッケンバウム[13]

ニーンハーゲン、ベクスターハーゲン、シュッケンハーゲンあるいはマッケンブルーフ（1467年の土地台帳に記録されている）といったハーゲンジートルング（生け垣で囲まれた集落）は、11世紀半ばから13世紀半ば頃の中世盛期に成立した。古い文書に記録されたその他の村は以下の通りである。
- 1194年　ベヒターディッセンのミルゼ農場[9]
- 1251年　ホーフェディッセン農場[9]
- 1387年　ベクスターハーゲン[9]
- 1421年　エーヴェンハウゼン[9]

1500年頃、アムト・エルリングハウゼンとアムト・シェトマールには多くの農場があった。現在のレーオポルツヘーエの町域もこれらのアムトに属していた。ローゼンハーゲン、ハーケンハイデ、クレントルパーハーゲン、ベクスターハーゲン＝ニーンハーゲンを含む現在の町域の多くは、コルヴァイ修道院のイゲンハウゼン十分の一税区に属した。
エーヴァーシュタインのフェーデ（1403年から1407年）の間に、特に現在の町域南部の農場は大きな損害を受けた。その後、三十年戦争や七年戦争では行軍する軍隊に凄惨な略奪を受けた。
下級裁判権や行政権は下級裁判所の代官と領主とで分担して所有していた。
1700年頃、この地域にはダールハウゼン、エッケンドルフ、シャッケンブルク、シュッケンハーゲン、ホーフェディッセンといった貴族の大農場やアーゼミッセン、ベヒターディッセン、グレステ＝エーヴェンハウゼン、ホーフェディッセン、ニーンハーゲン、エッケンドルフ、ベクスターハーゲンといった農村が出版物に登場する。
教会のある村レーオポルツヘーエ自体は、シェトマール、エルリングハウゼン、ヘーペンの教会から同じ距離にあたるクレントルプとホーフェディッセンとの間の高台に、周辺農場の住民が教会に通い易くするために1850年から51年になって初めて建設された。リッペ侯レオポルト2世 (リッペ侯)は新しい教会の献堂に際して、この地に「レーオポルツヘーエ」の名を与えた。1921年9月1日の時点で約 800人の人口を数えたこの集落は独立した村になっていた。これは廃止されたホーフェディッセンの一部とグレステの一部から形成されたものであった。これにより、この若い村は教会村レーオポルツヘーエとなり、行政上の自治体となった。
国家社会主義はレーオポルツヘーエで 2つの異なる反響を引き起こした。NSDAPは当時のレーオポルツヘーエでおおむね平均以上の成功を収めたが、アーゼミッセンでは1933年の州議会選挙でも 22 %、SPDのわずか半分以下の票しか獲得できなかった。南部の小さな町から、NSDAPのシンボルを破壊するといった「小さな抵抗」が繰り返し行われた。

### 町村合併
1969年1月1日に「レムゴー郡の新設に関する法律」（レムゴー法）が発効し、レムゴー郡が新設された。これに伴ってそれまで独立した町村であったアーゼミッセン、ベヒターディッセン、ベクスターハーゲン、グレステ、クレントルプ、レーオポルツヘーエ、ニーンハーゲン、シュッケンバウムが合併し、人口10,200人の新たな町レーオポルツヘーエが誕生した。

## 住民

### 宗教

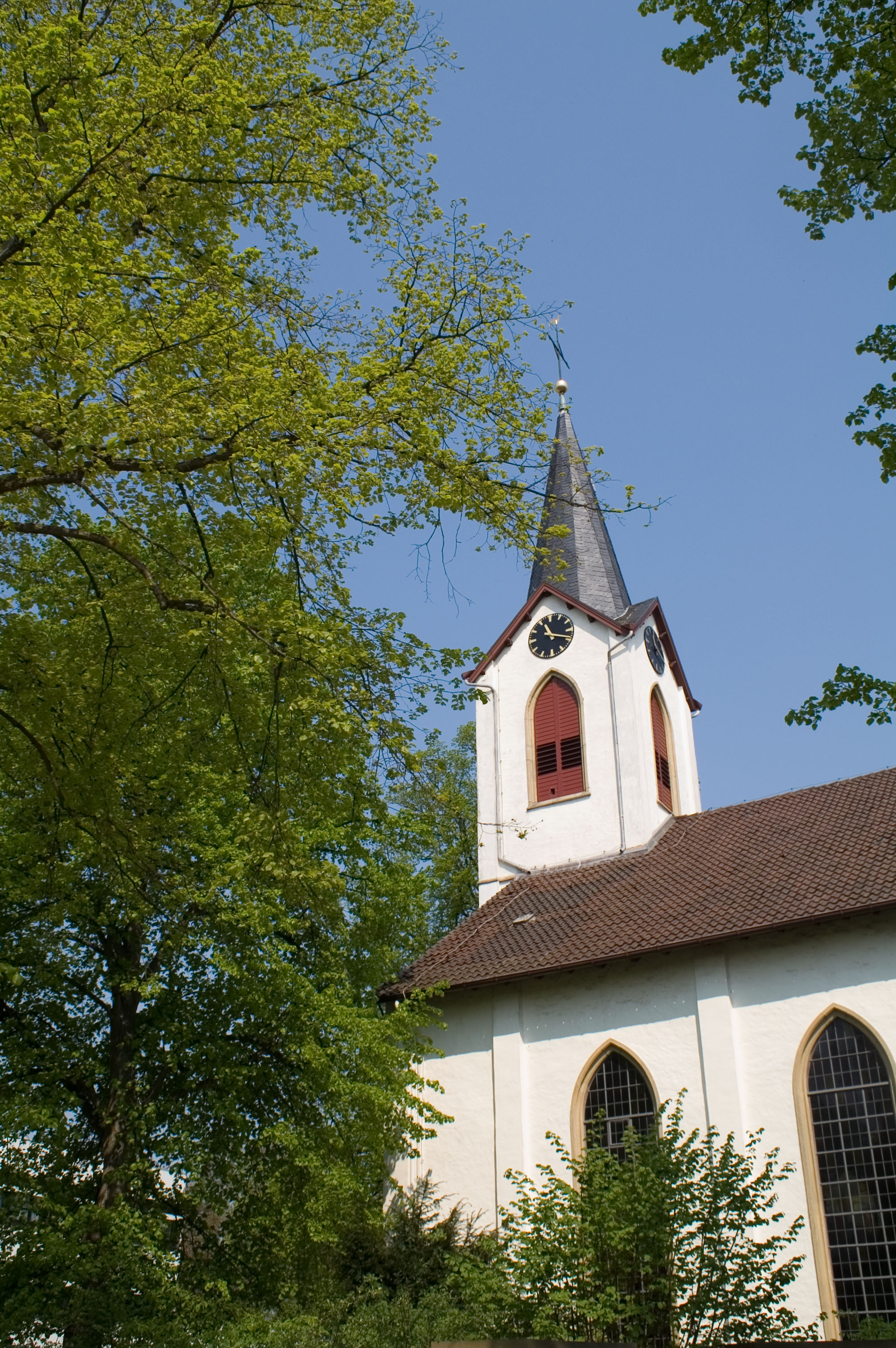
レーオポルツヘーエの福音主義改革派教会

宗教改革以前、この地方の教会は、ともにパーダーボルン司教区の支部教区であるエルリングハウゼン教区とシェトマール教区に分かれていた。エルリングハウゼン教区には現在のアーゼミッセン、ベヒターディッセン、グレステ、レーオポルツヘーエ、シュッケンバウム、クレントルプが含まれ、シェトマール教区にはニーンハーゲンとベクスターハーゲンが属した。
1538年にルター派の教会法が採択された。レーオポルツヘーエの町域もルター派となった。
1607年、エルリングハウゼン教区とシェトマール教区との協議の結果、司教ディートリヒ・フォン・フュルステンベルクとリッペ侯ジーモン6世との協定によって今後はリッペ侯領では福音派教会を信仰することとなった。
住民の多くは福音主義＝改革派教会に属している。町の北部地区はレーオポルツヘーエ教区に属す。その教会は1850年から1851年にフェルディナント・ルートヴィヒ・アウグスト・メルケルによって建設されたレーオポルツヘーエ福音主義＝改革派教会である。町域の南部はアーゼミッセン＝ベヒターディッセン教区に属す。この教会はベヒターディッセン地区にある。両教会はリッペ地方教会のクラス・ラーゲに属す。
現在の宗教分布を知る手がかりの一つが、学生に対する所属宗教団体の調査である。これによれば 2008年現在、1175人が福音主義、185人がカトリック、42人がイスラム教に所属した。1人がその他の宗教団体に所属し、無宗教は 253人であった。
カトリックのキリスト復活教会は、1966年から1968年にエルリングハウゼンの聖ミヒャエル教会の支教会としてグレステに建設された。レーオポルツヘーエの中心部では、2000年から2001年にやはりエルリングハウゼン教会の支教会として洗礼者聖ヨハネ教会が建設された。この新しい建物の建築家はディーター・ゲオルク・バウメヴェルトである。
ベヒターディッセンにはメノナイトの教会が、アーゼミッセン地区には新使徒派教会が、ベクスターハーゲン地区には福音主義自由教会がある。

### 人口推移
以下の一覧表は、各時点のレーオポルツヘーエ町域、および現在の町域にあたる地域おける人口を示している。1871年から1970年まで、および1987年の数値は国勢調査の結果であり、1975年以降は州のデータ管理・統計局の公的な統計値である。
各時点での町域の人口
| 時点          | 人口（人） |
| ------------- | ---------- |
| 1871年12月1日 | 3701       |
| 1885年12月1日 | 5141       |
| 1895年12月1日 | 6011       |
| 1905年12月1日 | 729        |
| 1925年6月16日 | 847        |
| 1933年6月16日 | 854        |

| 時点           | 人口（人） |
| -------------- | ---------- |
| 1939年5月17日  | 906        |
| 1946年10月29日 | 1,243      |
| 1950年9月13日  | 1,314      |
| 1961年6月6日   | 1,251      |
| 1968年12月31日 | 1,634      |

現在の町域にあたる地域の人口
| 時点           | 人口（人） |
| -------------- | ---------- |
| 1939年5月17日  | 5,561      |
| 1950年9月13日  | 7,930      |
| 1961年6月6日   | 8,703      |
| 1968年12月31日 | 10,043     |
| 1970年5月27日  | 10,325     |
| 1974年6月30日  | 11,130     |
| 1975年12月31日 | 11,596     |
| 1980年12月31日 | 12,665     |

| 時点           | 人口（人） |
| -------------- | ---------- |
| 1985年12月31日 | 12,619     |
| 1987年5月25日  | 12,699     |
| 1990年12月31日 | 13,744     |
| 1995年12月31日 | 15,309     |
| 2000年12月31日 | 16,336     |
| 2005年12月31日 | 16,198     |
| 2007年12月31日 | 16,148     |
| 2012年12月31日 | 15,930     |
| 2013年12月31日 | 16,373     |

レーオポルツヘーエの人口推移

1 1921年にレーオポルツヘーエを形成するホーフェディッセンとグレステの一部の人口。

## 行政

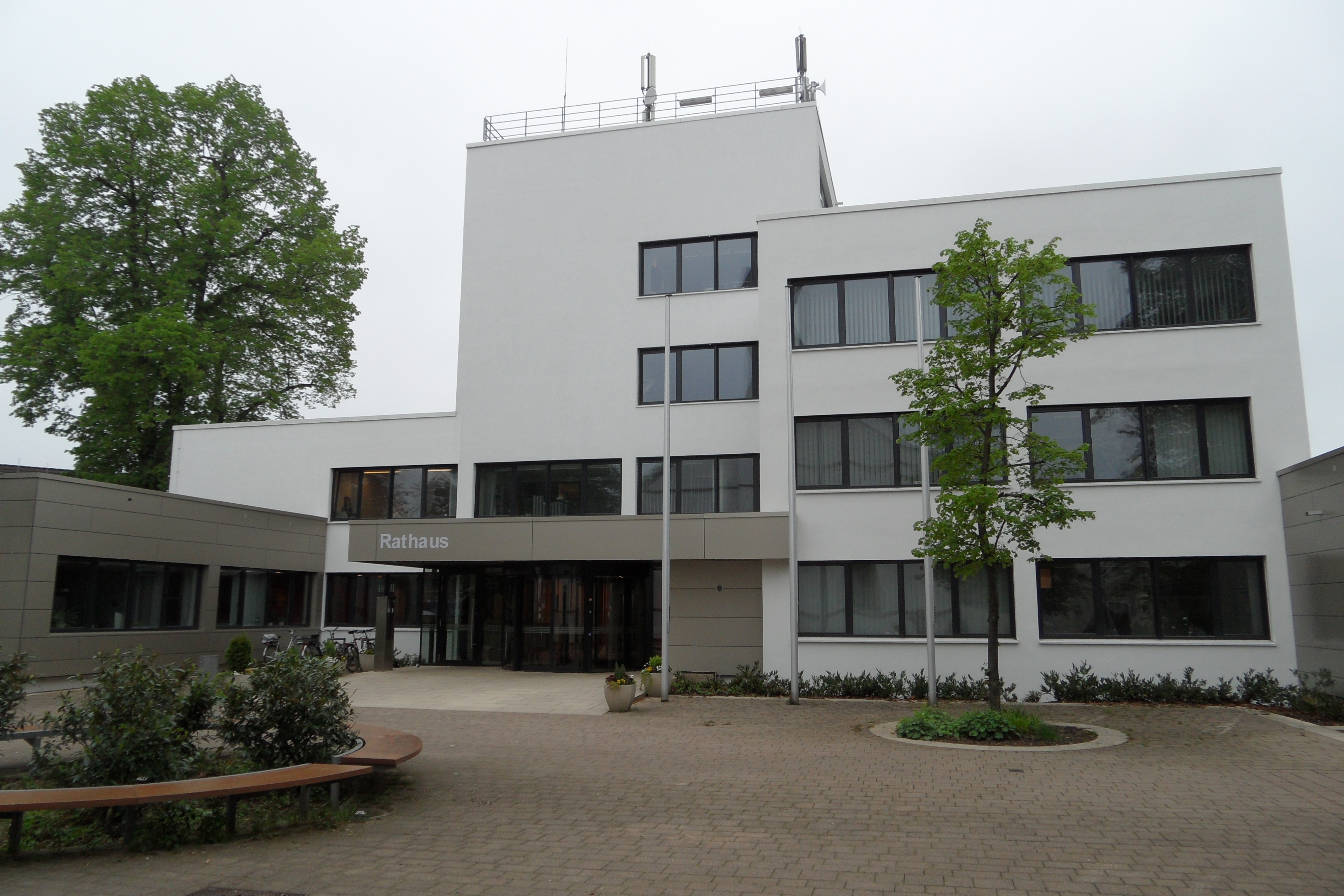
レーオポルツヘーエ町役場

### 町議会
レーオポルツヘーエの町議会は、34議席からなる。

### 首長
2020年の町長選挙でマルティン・ホフマン (SPD) が 50.30 % の支持票を獲得してレオポルツヘーエの町長に選出された。1969年以降の町長を以下に列記する。
- 1969/70年 - 1975年: アウグスト・ランダーマン (SPD)
- 1075年 - 1984年: ハンス・ザイフェルト (SPD)
- 1984年 - 1994年: ルディー・シュトルンク (SPD)
- 1994年 - 1995年: ゲルハルト・シェンメル (SPD)
- 1995年 - 1999年: マンフレート・ブリュッゲ
- 1999年 - 2020年: ゲルハルト・シェンメル (SPD)
- 2020年 - : マルティン・ホフマン (SPD)

### 州議会選挙、連邦議会選挙
レーオポルツヘーエは、州議会選挙ではバート・ザルツウフレン、ラーゲ、エルリングハウゼンとともに第97選挙区（リッペ I 選挙区）に属している。
連邦議会選挙では、第135選挙区（レッペ I 選挙区）に属す。

### 紋章と旗
図柄: 銀色（白）の斜め波帯で赤地と緑地に2分割。上部には金色（黄色）の歯車、下部には銀色（白）のテンサイが描かれている。
レーオポルツヘーエの紋章は、1971年3月3日にデトモルト行政管区長官の文書によって認可された。波帯は、レーオポルツヘーエを流れるヴィントヴェーエ川を示している。向かって右側の 8つの歯を持つ歯車は、この町を構成する 8つの地区を象徴している。テンサイは農業、特にエッケンドルフ農場の W. フォン・ボリースによるテンサイの品種改良の重要性を著している。
旗のデザイン: 長軸と平行に、赤 - 黄色 - 赤と 1:2:1 の幅に3分割。その中央部分の旗竿寄りに町の紋章が描かれている。
幟のデザイン: 長軸と平行に、赤 - 黄色 - 赤と 1:2:1 の幅に3分割。上部に町の紋章が描かれている。

### 姉妹都市
- サン＝ゴルティエ（フランス、アンドル県）1990年
- シュヴァイナ（ドイツ、テューリンゲン州バート・リーベンシュタイン）1990年
- ミスワコヴィツェ（ドイツ語版）（ポーランド、ドルヌィ・シロンスク県）1990年

レーオポルツヘーエのフェリックス＝フェーヒェンバッハ総合学校は、1985年にはすでにフランスのサン＝ゴルティエにあるジャン・モーリーン・コレージュと姉妹校協定を結んでいた。このため、このカントンの他のコミューンとも関係を築いていた。この姉妹関係は、1990年に行政レベルでの姉妹協定文書に署名を行った。毎年、いくつかのグループやサークルの訪問が行われている。サン＝ゴルティエのブリンヌのマーケット、レーオポルツヘーエの春と秋のマーケットは、毎年恒例の定例プログラムである。1998年12月初め、サン＝ゴルティエで初めてのクリスマスマーケットが開催された。レーオポルツヘーエのサークルや協会がこれに参加した。交換留学も引き続き行われている。生徒たちは授業だけでなく実習も交換して行われている。
レーオポルツヘーエは、1990年9月からドイツ国内のテューリンゲンの森の西端に位置するシュヴァイナとも姉妹都市協定を結んでいる。約 250 km 離れたこの 2つの町は以前から多くの個人的な交流によって保たれており、公的な訪問はわずかな行事に制限されている。年間行事のハイライトは、6月のヘーレンフェストへの訪問で、レーオポルツヘーエのグループも定期的に参加している。
1990年にはポーランドのミスワコヴィツェと姉妹都市協定が結ばれている。姉妹都市協定の初めから年に何度も交流が持たれている。ここでも、フェリックス＝フェーヒェンバッハ総合学校とミスワコヴィツェの学校との間で交換留学が行われている。さらに、今もある障害や偏見が解消するために、青年グループの訪問も奨励されている。

## 文化と見所

### 演劇
レーオポルツヘーエには固有の劇場はないが、2009年秋から新しい食堂や多目的館をもつ催事場が利用できるようになった。この他には、周辺市町村の施設を使う必要がある。最寄りの劇場は、バート・ザルツウフレンのクール・ウント・シュタットテアターであり、ここでは様々なアンサンブルやデトモルト州立劇団が公演を行っている。この他にはデトモルト州立劇場やビーレフェルト市立劇場がある。

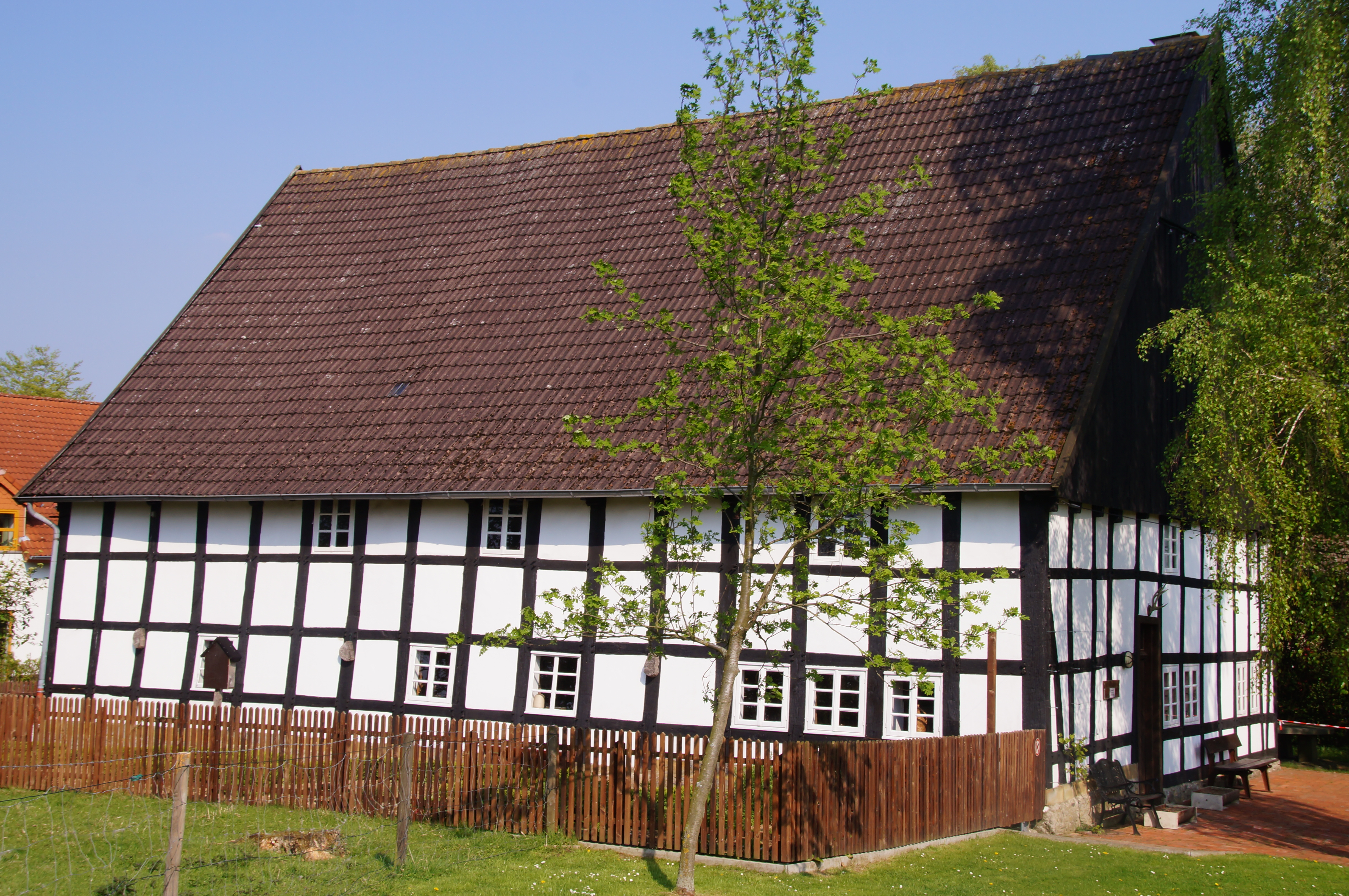
郷土博物館「ハイマートホーフ」

### 博物館
郷土博物館「ハイマートホーフ」は、農業や手工業分野の文物を展示している。パン焼き窯の他に、靴屋、洋服屋、家具職人の工房も再現されている。現在のハイマートホーフは、クレントルパー・ハーゲンにある。ここは、15世紀初めに初めて農園として記録されている。

### 音楽
レーオポルツヘーエでは多くの合唱団が活動している。アーゼミッセン＝ベヒターディッセンの福音主義教会合唱団、レーオポルツヘーエの福音主義教会合唱団、レーオポルツヘーエ福音主義教会のプロジェクト合唱団や子供合唱団、アーゼミッセンの混声合唱団「ホフヌング」、ベクスターハーゲン混声合唱団、レーオポルツヘーエ男声合唱団がこれに含まれる。
レーオポルツヘーエ郷土協会にはアコーディオン・オーケストラがある。この他にヴュルファー＝ハイプケ・ブラスアンサンブルも活動している。
オリジナル・レーオポルツヘーエ民俗舞踊団やレーオポルツヘーエ民俗舞踊・民俗衣装グループでは民俗舞踊が踊られている。

### 建築

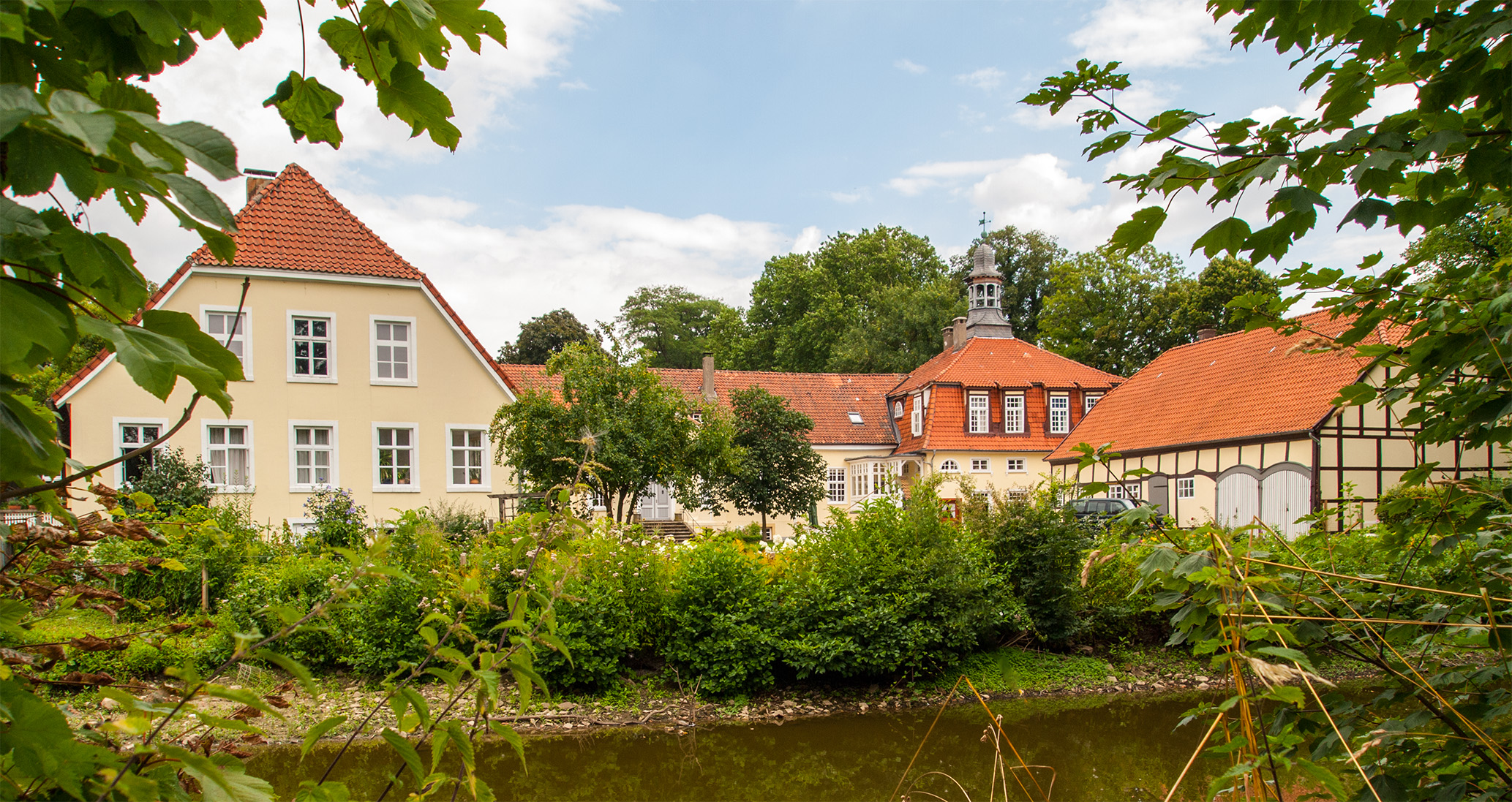
エッケンドルフ農場

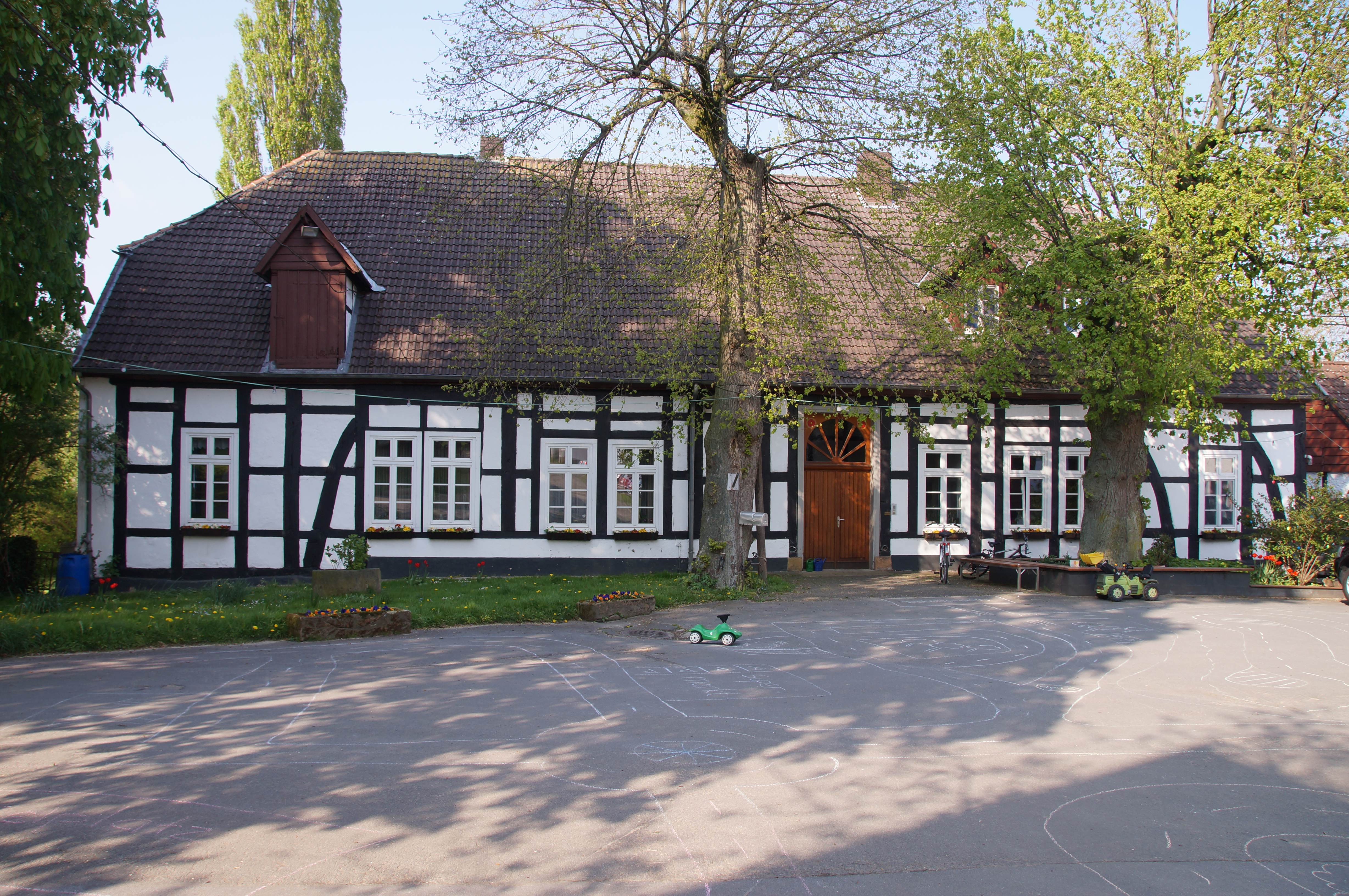
マイアーホーフ・ダールハウゼン

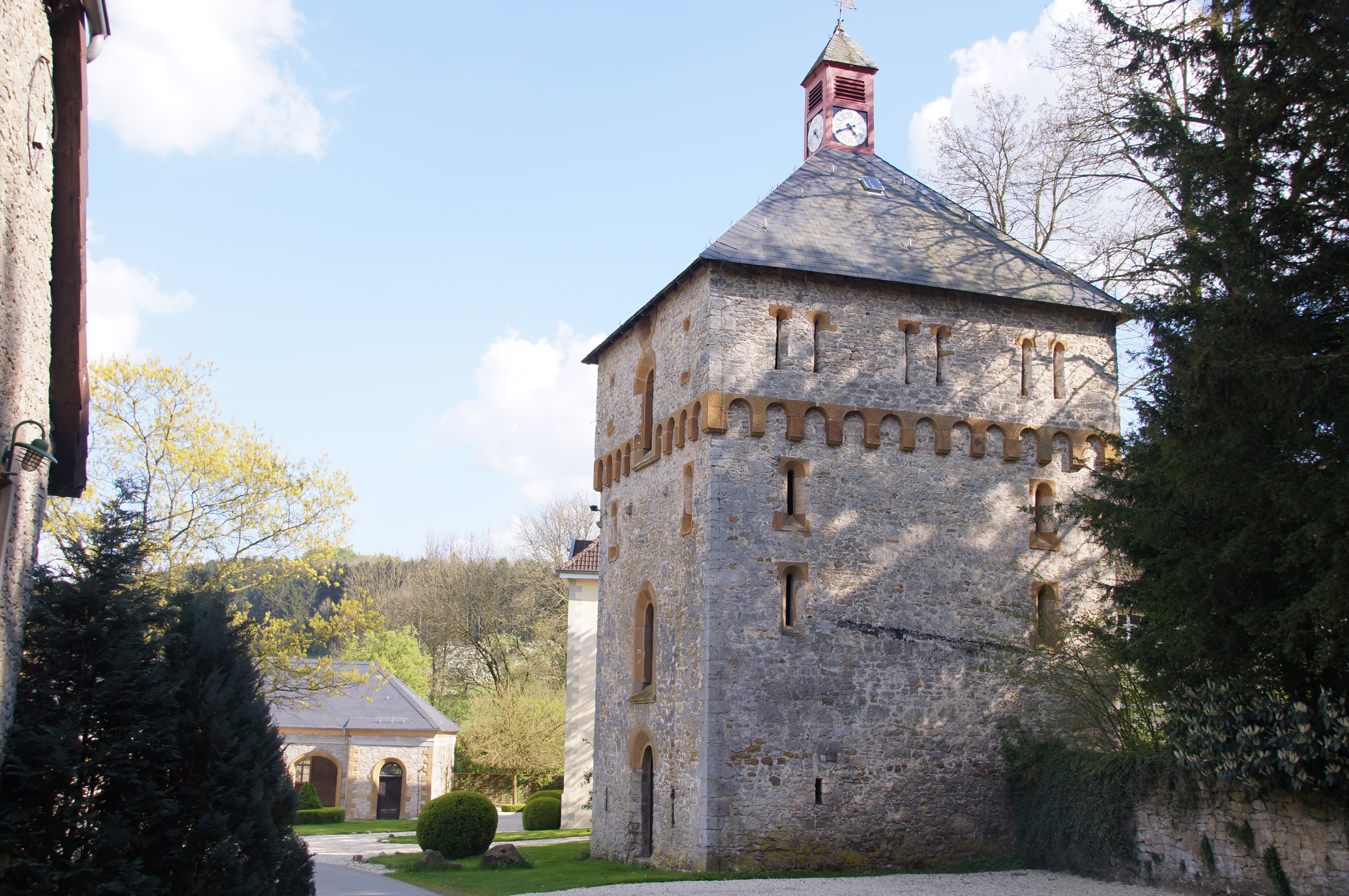
バルクハウゼン農場の「バウエルンブルク」

- レーオポルツヘーエ福音主義改革派教会は1850年から1851年に、フェルディナント・ルートヴィヒ・アウグスト・メルケルの設計に基づいて建設された。この教会は、リッペ地方の他の教区教会（ベーガ、アルメナ、アウグストドルフ、シュランゲン）のモデルとなった。
- シュッケンバウム地区のエッケンドルフ農場: その領主館は、道路と橋で結ばれた水堀の中の小島に建つ三翼式の建築である。北翼棟と、屋根の上に小塔を戴く南東角のパヴィリオン塔は、1630年にアルノルト・シールハイムによって建設された。東翼棟は、1776年に古典主義様式で建設された。付属のオフィス棟群は道路の反対側にあり、火災後の19世紀の終わり頃に設けられた[27]。
- ホーフェディッセン農場: 化粧漆喰のファサードを持つ3階建ての領主館は18世紀後期から19世紀初期に建設された。その背面は剥き出しの木組み建築である。中庭に面して不釣り合いな建物がある。これは20世紀の初めに新築された。木組み建築の周辺建造物群はおおむね18世紀に建設された。
- グレステ地区の「マイアーホーフ・ダールハウゼン」: 主館は、16世紀後半に建設された。板張りされた破風が持送りからせり出している。軒の末端側には銅製の帯状飾りが見られる。
- ニーダーバルクハウゼンのバルクハウゼン農場: 領主館の近くに、いわゆる「バウエルンブルク」がある。これは元々3階建ての建物で、おそらく中世に造られた石造の蔵を起源としている。1870年頃に建て直され、フロアが追加され高くなった。また、石材からわずかに突き出すようにネオロマネスク様式のロンバルディア装飾が施された。第二次世界大戦中、1階に防空スペースが設けられた。1960年に時計の小塔を含む屋根が簡素に改築された。

### 公園と自然保護区
2008年から、町の全域がトイトブルクの森/エッゲ山地自然公園に属している。
エッケンドルフ庭園は、広さ 3.4 ha の歴史的な公園で、私有地である。この公園は、おそらく19世紀半ばに設けられた。公園内には、樹齢約 750年、幹周り 13 m のヨーロッパナラの木がある。園内には、亜熱帯や温帯の樹木 47種が栽培されている。「この公園はその構造を現在に至るまで保持しており、この地域で最も印象的で最もよく手入れされた庭園の一つである。」
広さ約 2.5 ha の歴史的なニーダーバルクハウゼン庭園も私有地である。1895年のプロイセンの測量記録に、領主館は小さな庭園の中にあると記録されている。印象的なのは芝生広場の立木である。この公園は基本構造が保持されており、手入れも良好になされている。
ヴィントヴェーエ自然保護地区は、56.5 ha の面積を持ち、町の西と南に広がっている。この自然保護地区は、自然に近く、時に蛇行した川筋や特徴的な景観の溝を持つヴィントヴェーエ川の谷の形態学上特殊な箇所を含む。川筋に面して、ヨーロッパハンノキ、トネリコ、ヨーロッパナラ、シデで構成される幅の狭い森がある。自然保護地区は、こうのヴィントヴェーエ川がビーレフェルトとの町境をなしている辺り、その反対側の堤、および「ヴィントヴェーエニーデルング」自然保護地区に指定されているビーレフェルト市内のヴィントヴェーエ下流域に設定されている。
ハイプカー・ゼー自然保護地区は、町域北部、ヴェレ川沿いの 25 ha を含んでいる。この自然保護区は事実上、2つの小島を含む人工湖、緑地、森およびヴェレ川の谷の一部からなっている。この地区には、特に湿地、川岸の森、ハンノキ、オーク、ブナの森が含まれる。自然保護地区内で、ハイプカー・バッハ川とベントグラーベン川がヴェレ川に合流する。
グリューテ自然保護地区は、エルリングハウゼンの北にあり、レーオポルツヘーエの町域南部のニーダーバルクハウゼン農場付近にまで達する。この自然保護地区の面積は約 28.5 ha である。この保護区は、グリューテバッハ川にちなんで名付けられた。これは形態学上重要な欠谷である。この自然保護区は、既述のニーダーバルクハウゼン庭園に直に接しており、グリューテバッハ川はこの庭園の池に水を供給している。グリューテバッハ川は「ホルツカンプバッハ」という名前の分流があり、ヴィントヴェーエ川に流れ込む。

### スポーツ
レーオポルツヘーエのスポーツ連盟には、17のクラブ、延べ 4,492人（女性 1,766人、男性 2,726人）が登録されている。TUS レーオポルツヘー・フォン 1898 には、サッカー、ハンドボール、バレーボール、空手、体操、大衆スポーツの部門がある。体操の第1チームは現在ブンデスリーガ2部で活動している。第2チームはレギオナルリーガで活動している。この他のスポーツ一般のクラブには、サッカー、コルプボール、バレーボール、大衆スポーツ部門を持つ TUS アーゼミッセン・フォン 1926、サッカー、卓球、陸上競技、体操、ジャズダンス、ウォーキング部門を持つ TUS ベクスターハーゲン・フォン 1912、大衆スポーツクラブだが少林拳を取り入れている BSV OWL e.V. フォン 1994 がある。
この他のレーオポルツヘーエのスポーツクラブには、卓球クラブの TTC シュッケンバウム、バスケットボール・クラブ・レーオポルツヘーエ、チェスクラブ・レーオポルツヘーエ、テニスクラブ・レーオポルツヘーエ、スポーツケーゲルクラブ・グレステ、騎馬・乗馬クラブ「リュツィオウ」シュッケンバウムがある。

### 年中行事
- レーオポルツヘーエのマルクト広場で開かれる春の市場
- ニーンハーゲンで、聖霊降臨祭に2年ごとに開催される射撃祭
- 11月の第2週末にアーゼミッセンで開催されるマルティンの市場

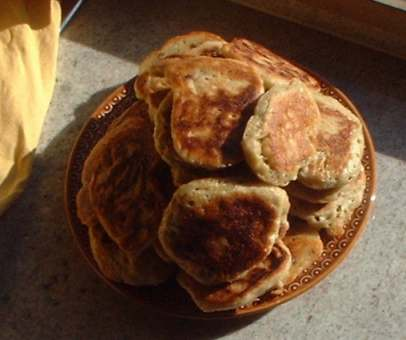
リッピシャー・ピッケルト

### 名物料理、食材
酵母、小麦粉、ジャガイモで作った生地にレーズンを入れ、フライパンで焼いた小さな焼き菓子を「リッピシャー・ピッケルト」と呼ぶ。このピッケルトは温めて、有塩バター、テンサイのシロップ、マーマレードあるいはレバーペーストを塗って食される。

## 経済と社会資本
この町は、空間上は既述の地区で構成されている。特に町名の由来となったレーオポルツヘーエ地区とアーゼミッセン地区は充実した社会資本（スーパーマーケット、ガソリンスタンド、薬局、パン屋、ドラッグストア、専門店など）を有しているが、レーオポルツヘーエだけが本来の中核地区である。
この町は、ビーレフェルト（バスで 35分、自動車で 25分、鉄道で 10分）やパーダーボルン（バスで 50分、自動車で 45分）といった大都市への便が良いため、若い家族に人気である。
2007年から2009年までの間に、レーオポルツヘーエ地区の中心にあたるマルクト広場と通りが近代化され、造り替えられた。

### 交通

#### 道路
レーオポルツヘーエは、町の南端を通る連邦道 B66号線を介してビーレフェルトや郡庁所在地のデトモルトと結ばれている。連邦アウトバーン A2号線は、町域からわずか数百 m の距離を通っている。B66号線経由でビーレフェルト東インターチェンジ (Nr. 27) に、郡道 K5号線経由でオストヴェストファーレン＝リッペ・インターチェンジ (Nr. 28) に速やかにアクセス可能である。町の南北軸は州道 L751号線である。この道路は、バート・ザルツウフレン＝シェトマールのアウトバーン入口（ヘルフォルト/バート・ザルツウフレン・インターチェンジ, Nr. 29）からレーオポルツヘーエ中心部を新しいバイパス道路で迂回し、アーゼミッセンを抜けてエルリングハウゼン地区の通りを介して、シュトゥーケンブロック付近で A33号線に合流する。

#### 鉄道、バス

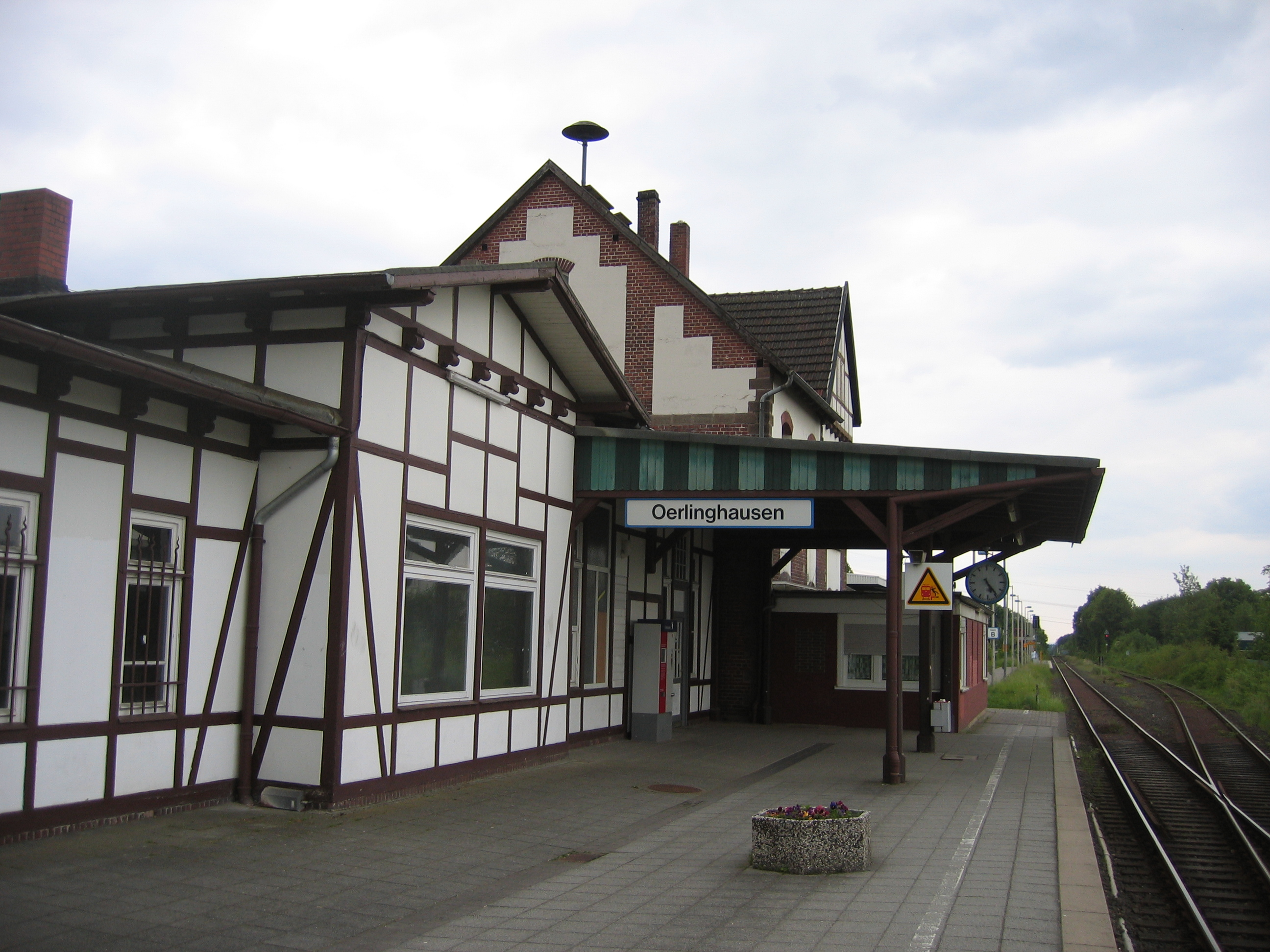
エルリングハウゼン駅

アーゼミッセン地区には、ビーレフェルト - ハーメルン線のエルリングハウゼン駅がある。この奇妙な名前の由来は、ベーガタール鉄道の軌道経路とエルリングハウゼンに駅がないという地理的な位置関係によるものである。1903年10月の路線開通時点では、当時のエルリングハウゼン町（都市権を得たのは1926年である）は重要な町であった。1910年の人口は、アーゼミッセンがニーダーバルクハウゼン騎士領を含めて 734人、エルリングハウゼンが 2,774人であった。駅の命名はそれ以来そのままになっている。この路線のもう1つの駅ヘルプープはやはりレーオポルツヘーエ（グレステ）とエルリングハウゼンとの町境近くにある。エルリングハウゼン市の市域内にあるこの駅は、グレステへのアクセスに重要である。
この路線を、1時間毎にRE82 「ライネヴェーバー」（アルテンベーケン - ）デトモルト - ラーゲ - ビーレフェルト（日曜日は2時間毎）や RB73「リッパーレンダー」レムゴー - ラーゲ - ビーレフェルトが運行している。旅客輸送はオイロバーンによってボンバルディア・タレントの気動車を用いて運行している。
コミュニティーバス路線（ペンデル＝レーオ）が、エルリングハウゼン駅とベヒターディッセン地区、グレステ地区、レーオポルツヘーエ地区、シュッケンバウム地区、ニーンハーゲン地区、ベクスターハーゲン地区と結んでいる。多くの地域バスがビーレフェルト、バート・ザルツウフレン、エルリングハウゼン、ラーゲに運行している。ビーレフェルトへは夜行バスの便がある。
レーオポルツヘーエの町域は、運賃連盟「デア・ゼクスト」（OWL交通GmbH）のサービス地区である。

#### 自転車
レーオポルツヘーエはバーンラートルート・ヴェーザー＝リッペおよびバーンラートルート・ヘルヴェーク＝ヴェーザー沿いに位置している。

#### 空港
パーダーボルン/リップシュタット空港までは 44 km、ミュンスター/オスナブリュック空港までは 70 km の距離にある。

### メディア
リッピシェ・ランデス＝ツァイトゥング、ノイエ・ヴェストフェリシェおよびヴェストファーレンブラットは、この町に関するローカルニュースを扱っている。レーオポルツヘーアー・ブラットは広告紙として刊行されている。WDRのスタジオ・ビーレフェルトはこの地域のラジオニュースやテレビニュースを送信している。さらにデトモルトからラジオ・リッペを放送している。

### 公共機関
レーオポルツヘーエ自衛消防団は 1928年から組織されている。現在の消防署は、1985年に地域連盟の敷地に建設された。
町村合併の結果、レーオポルツヘーエには 2つの図書館がある。レーオポルツヘーエには BIB-レーオ（BIBは、Bücher = 書物、Information = 情報、Bildung = 教育の頭文字をとったもの）があり、リッペ市民大学が開講されている。1999年に BIB が建設されるまで、図書館は町役場の地下にあった。もう1つの図書館は、アーゼミッセンの中心部にある。アーゼミッセンの図書館は、分館に位置づけられている。以前はベクスターハーゲン、グレステ、クレントルプ、シュッケンバウムにも図書館があった。現在の2つの図書館はレーオポルツヘーエ町が運営している。
青少年文化センターが 2つある。レーオポルツヘーエの学校・スポーツセンターの「レーオス」とグレステ南部の「グレアーゼ」である。これらは、青少年育成のための広範な学外活動プログラムや余暇教育活動を行っている。さらに2009年1月に「レーオス」内にファミリーサービスビューロが設けられ、青少年やその両親のための交流・情報拠点となっている。

### 教育
レーオポルツヘーエ町内では、8つの幼稚園が幼児教育を提供している。その半数が町立で、他は労働者福祉会 (AWO)、ドイツ赤十字社、福音主義改革派教会アーゼミッセン/ベヒターディッセンが運営している。
町は、基礎課程学校ノルト、アーゼミッセン基礎課程学校、フェリックス＝フェーヒェンバッハ総合学校を運営している。これ以外の形態の学校は、バート・ザルツウフレン、ラーゲ、エルリングハウゼン、ビーレフェルトといった近隣都市に行く必要がある。レーオポルツヘーエ町は、エルリングハウゼン市との学校連盟の枠組みにより、同市のフレーベルシューレおよび学習養護に力点を置いている養護学校のコストを分担している。
2012年10月15日現在、この町の学校には 121人の教員と 1,697人の児童・生徒がいる。児童・生徒の 36.4 % が基礎課程学校、63.6 % が総合学校に在籍している。
レーオポルツヘーエは、リッペ＝ヴェスト市民大学連盟（他はアウグストドルフ、ラーゲ、エルリングハウゼン）に加盟しており、教室を有している。

### 地元企業
この町では、中小企業の手工業が主である。その重点は、合成樹脂加工業や機械製造業である。

## 引用
1. ↑  Bevölkerung der Gemeinden Nordrhein-Westfalens am 31. Dezember 2023 – Fortschreibung des Bevölkerungsstandes auf Basis des Zensus vom 9. Mai 2011
2. ↑  Geowissenschaftliche Gemeindebeschreibungen NRW - Leopoldshöhe（2014年8月8日 閲覧）
3. ↑  Erdwärme nutzen: Geothermiestudie liefert Planungsgrundlage Archived 2005年9月14日, at the Wayback Machine.（2014年8月8日 閲覧）
4. 1 2  Ortsinfo Leopoldshöhe（2014年8月8日 閲覧）
5. ↑  Leopoldshöher Immobilien- und Liegenschaftsverwaltung (LIL)（2014年8月9日 閲覧）
6. 1 2  ノルトライン＝ヴェストファーレン州情報技術局: Kommunalprofil Leopoldshöhe（2014年8月9日 閲覧）
7. ↑  Die 8 Ortsteile der Gemeinde Leopoldshöhe（2014年8月9日 閲覧）
8. 1 2 3 4  Meier, Burkhard: Leopoldshöhe: Aus der Geschichte und Gegenwart einer lippischen Großgemeinde, Detmold, 2003
9. 1 2 3 4 5 6  Friedrich Brand: Ländliche Siedlungen in Lippe. Gefüge und Struktur, Genese und Form, in: Stadt und Dorf im Kreis Lippe in Landesforschung, Landespflege und Landesplanung: Vorträge auf der Jahrestagung der Geographischen Kommission in Lemgo 1980, 1981 (PDF; 1,4 MB)（2014年8月9日 閲覧）
10. 1 2  Roland Linde, Höfe und Familien in Westfalen und Lippe, Der Amtsmeierhof Asemissen und das Amt Barkhausen. Eine Hof- und Familiengeschichte aus dem lippisch-ravensbergischen Grenzgebiet, Books on Demand, 2002, ISBN 3-8311-3666-1, ISBN 978-3-8311-3666-7, p. 53
11. ↑  Roland Linde, Höfe und Familien in Westfalen und Lippe, Der Amtsmeierhof Asemissen und das Amt Barkhausen. Eine Hof- und Familiengeschichte aus dem lippisch-ravensbergischen Grenzgebiet, Books on Demand, 2002, ISBN 3-8311-3666-1, ISBN 978-3-8311-3666-7, p. 83
12. ↑  Roland Linde, Höfe und Familien in Westfalen und Lippe, Der Amtsmeierhof Asemissen und das Amt Barkhausen. Eine Hof- und Familiengeschichte aus dem lippisch-ravensbergischen Grenzgebiet, Books on Demand, 2002, ISBN 3-8311-3666-1, ISBN 978-3-8311-3666-7, p. 30
13. 1 2  Roland Linde, Höfe und Familien in Westfalen und Lippe, Der Amtsmeierhof Asemissen und das Amt Barkhausen. Eine Hof- und Familiengeschichte aus dem lippisch-ravensbergischen Grenzgebiet, Books on Demand, 2002, ISBN 3-8311-3666-1, ISBN 978-3-8311-3666-7, p. 56
14. ↑  Stephanie Reekers: Die Gebietsentwicklung der Kreise und Gemeinden Westfalens 1817–1967. Aschendorff, Münster Westfalen 1977, ISBN 3-402-05875-8, p. 257.
15. ↑  verwaltungsgeschichte.de, Lemgo（2014年8月10日 閲覧）
16. ↑  Martin Bünermann: Die Gemeinden des ersten Neugliederungsprogramms in Nordrhein-Westfalen. Deutscher Gemeindeverlag, Köln 1970, p. 68.
17. ↑  Schüler an allgemeinbildenden Schulen in NRW nach der Religionszugehörigkeit（2014年8月10日 閲覧）
18. ↑  Statistisches Landesamt Nordrhein-Westfalen: Gemeindestatistik des Landes Nordrhein-Westfalen: Bevölkerungsentwicklung 1871–1961. Düsseldorf 1964, pp. 396–397.
19. ↑  Statistisches Landesamt Nordrhein-Westfalen: Die Wohnbevölkerung in den Gemeinden Nordrhein-Westfalens 1970: Ergebnisse der Volkszählung am 27. Mai 1970. Düsseldorf 1972, p. 42.
20. ↑  Landesamt für Datenverarbeitung und Statistik Nordrhein-Westfalen: Sonderreihe zur Volkszählung 1987 in Nordrhein-Westfalen, Band 1.1: Bevölkerung, Privathaushalte und Erwerbstätige. Düsseldorf 1989, p. 110.
21. ↑  ノルトライン＝ヴェストファーレン州選挙管理委員会: 2009年のレーオポルツヘーエ町議会選挙結果（2014年8月15日 閲覧）
22. ↑  “Bürgermeisterwahl Gemeinde Leopoldshöhe 13.09.2020”. 2022年10月30日閲覧。
23. ↑  Gemeinde Leopoldshöhe - Partnergemeinden: St. Gaultier（2014年8月15日 閲覧）
24. ↑  Gemeinde Leopoldshöhe - Partnergemeinden: Schweina（2014年8月15日 閲覧）
25. ↑  Gemeinde Leopoldshöhe - Partnergemeinden: Myslakowice（2014年8月15日 閲覧）
26. ↑  Gemeinde Leopoldshöhe - Heimathof & Heimatmuseum: Heimathof Leopoldshöhe（2014年8月16日 閲覧）
27. ↑  Gut Eckendorf（2014年8月16日 閲覧）
28. ↑  LWL Geodaten Kultur: Gut Eckendorf, Leopoldshöhe（2014年8月16日 閲覧）
29. ↑  LWL Geodaten Kultur: Gut Niederbarkhausen, Leopoldshöhe（2014年8月16日 閲覧）
30. ↑  Gemeindeverzeichnis Deutschland 1900（2014年8月16日 閲覧）